# Euclimaciopsis
Euclimaciopsis là một chi bướm đêm thuộc họ Zygaenidae.

## Các loài
- Euclimaciopsis tortricalis (Druce, 1885)